# 자리르
자리르(650년 경 ~ 720년 경)는 아라비아의 우마이 아조 시대의 시인의 한 명이다. 아크탈, 파라즈닥과 더불어 고대 아라비아어의 유목 시인들의 기풍을 이어받은 3대가 가운데 한 명이다.
자리르는 중앙아라비아 출생으로 이라크에 이주하였다. 동방 총독(東方總督) 알 하자지의 총애를 받아 후에 다마스커스의 우마이아조 칼리프들의 궁정에 출입하였다. 특히 풍자시에 예리한 패기를 보여 파라즈닥과는 40년 동안을 서로 작품을 가지고 겨루었다. 이 방면의 활동 때문에 자랑으로 여긴 애가(哀歌)에 재능을 충분히 발휘할 여가를 잃은 것을 애석하게 생각하고 있다.